# 프로그램과 시스템 정보 프로토콜
프로그램과 시스템 정보 프로토콜(PSIP - Program and System Information Protocol)은
ATSC 디지털 텔레비전 표준에서 방송 전송 스트림(Transport Stream)의
각 채널에 대한 정보를 전송하기 위해 사용하는 통신 프로토콜이다.
PSIP에서는 가상 채널과 영상물의 내용에 따른 평가 정보 및 제목과 줄거리 등의
전자 프로그램 가이드(EPG - Electronic Program Guide) 정보 등을 정의하고 있다.
또한 국제 협정 시간(UTC)에 따른 현재 시간 정보나 방송국 정보, 접근 제어 정보 등도 정의한다.
PSIP는 ATSC 표준 A/65로 정의되며, 현재 최신 리비전은 2005년에 발표된 Revision C이다.

## 포함된 테이블
- STT (System Time Table)¹ - 현재 시간 정보, 초 단위 (오차 ±4 이내)
- MGT (Master Guide Table)¹ - 다른 PSIP 테이블들에 대한 포인터
- VCT (Virtual Channel Table)¹ - 각 채널마다 번호를 할당
- RRT (Rating Region Table)¹ - 각 지역 별로 할당한 영상물에 대한 등급 정보
- EIT (Event Information Table)¹ - 프로그램 제목 및 가이드 데이터
- ETT (Extended Text Table) - 채널과 프로그램에 대한 상세 정보
- DCCT (Directed Channel Change Table) -
- DCCST (Directed Channel Change Selection Code Table) -

¹로 표기한 테이블들은 미국 연방 통신 위원회(FCC)의 요구사항임.

## 같이 보기
- 전자 프로그램 안내